# Nancy Andreasen
Nancy Coover Andreasen (* 11. November 1938 in Lincoln, Nebraska) ist eine US-amerikanische Anglistin und Psychiaterin, die für ihre Forschungen zur Schizophrenie bekannt ist.

## Leben
Andreasen studierte Anglistik an der University of Nebraska mit dem Bachelor-Abschluss 1958 und wurde dort 1963 promoviert. Außerdem hatte sie einen Master-Abschluss vom Radcliffe College (1959) und als Fulbright Fellow in Oxford. Sie befasste sich mit englischer Literatur der Renaissance und hier mit John Donne. 1963 bis 1966 war sie Assistant Professor in Anglistik an der University of Iowa. Danach begann sie ein Medizinstudium an der University of Iowa mit dem M.D. Abschluss 1970. Nach dem Abschluss ihrer Facharztausbildung in Psychiatrie 1973 war sie Principal Investigator in einer Studie über Depression der National Institutes of Mental Health. 1977 wurde sie Assistant Professor und 1981 Professorin für Psychiatrie an der University of Iowa. Dort ist sie Andrew H. Woods Professor und Direktor des Neuroimaging Research Center und des Mental Health Clinical Research Center des University of Iowa Carver College of Medicine.
Nancy Andreasen hat zwei Töchter.

## Werk
Sie befasste sich mit Schizophrenie und untersuchte in den 1970er Jahren den Zusammenhang von Schizophrenie und Kreativität und definierte quantitativ positive und negative Symptome bei Schizophrenie (zu letzteren zählt sie Apathie, Anhedonie, Unfähigkeit Emotionen auszudrücken, Verlust flüssigen Denkens und Sprechens, Asozialität, zu den positiven Symptomen solche die nicht mit Verlusten, sondern Verstärkung normaler Aktivität einhergehen wie Verfolgungswahn, Halluzinationen, Verlust der Kontrolle über Sprache und Verhalten). Von ihr stammen auch erste quantitative Studien zur Schizophrenie mit Hilfe von Magnetresonanztomographie – Ihr Institut entwickelte dazu das Softwarepaket Brains.
Sie fand als eine der Ersten Auffälligkeiten im Gehirn von einigen Schizophreniepatienten (vergrößerte Hirnventrikel). Das führte dann zu wesentlich genaueren Untersuchungen mit MR-Tomographie, wobei sich weitere Abweichungen fanden (im Hippocampus und den Temporallappen oder Teilen davon wie dem Gyrus temporalis superior mit dem Wernickeschen Sprachzentrum). Patienten mit Schizophrenie zeigten außerdem im SPECT-Tomogramm, dass sie schon im Anfangsstadium Probleme mit der Aktivierung des Frontallappens hatten. Ihre Forschungsgruppe setzte später auch die Schizophrenie-Untersuchungen mit PET fort. Ein Nebenergebnis der Untersuchungen war, dass das Lustempfinden nicht nur in tieferen Bereichen des Gehirns (Limbisches System) angesiedelt ist, sondern auch die Großhirnrinde eine wesentliche Funktion hat und dass negative Empfindungen eine höhere Hirnaktivität auslösen als positive Empfindungen.

## Ehrungen, Mitgliedschaften, Herausgeberschaft
2003 erhielt sie den InBev-Baillet Latour Health Prize und 2000 die National Medal of Science. Sie erhielt den Forschungspreis der American Psychiatric Association, den Stanley Dean Award des American College of Psychiatrist und den Lieber Schizophrenia Research Prize der Brain & Behavior Research Foundation. Außerdem erhielt sie den Career Scientist Award und MERIT Award des National Institute of Mental Health (NIMH). 2002 wurde sie Ehrendoktorin an der University of Nebraska. Sie ist Fellow der American Academy of Arts and Sciences, der American Association for the Advancement of Science und des Institute of Medicine der National Academy of Sciences.
Sie war lange Herausgeberin des American Journal of Psychiatry.

## Schriften
- John Donne: Conservative Revolutionary, Princeton University Press 1967
- The Broken Brain: The Biological Revolution in Psychiatry, Harper and Row 1984
  - Deutsche Übersetzung: Das funktionsgestörte Gehirn. Einführung in die biologische Psychiatrie, Beltz 1990
- Brave New Brain: Conquering Mental Illness in the Era of the Genome, Oxford University Press, 2001
- The Creating Brain: The Neuroscience of Genius, New York: Dana Press 2005
- mit Donald W. Black: Introductory Textbook of Psychiatry, American Psychiatric Publishing, 5. Auflage 2010
- Schizophrenia: From Mind to Molecule, American Psychiatric Publ., 1994
- Brain Imaging: Applications in Psychiatry, Science, Band 239, 1988, S. 1381–1388
- The Scale for the Assessment of Positive Symptoms (SAPS), Iowa City: The University of Iowa, 1984
- The Scale for the Assessment of Negative Symptoms (SANS). Iowa City: The University of Iowa, 1983
- The Diagnosis of Schizophrenia, Schizophrenia Bulletin, Band 13, 1987, S. 9–22